# Paleacrita
Genre
Paleacrita est un genre de papillons de la famille des Geometridae.

## Liste des espèces
Selon GBIF (15 avril 2024) :
- Paleacrita longiciliata Hulst, 1898
- Paleacrita merriccata Dyar
- Paleacrita vernata (Peck, 1795)

## Systématique
Le nom valide complet (avec auteur) de ce taxon est Paleacrita Riley, 1876.
Paleacrita a pour synonyme :
- Palaeacrita McDunnough, 1938